# Frank Fasi

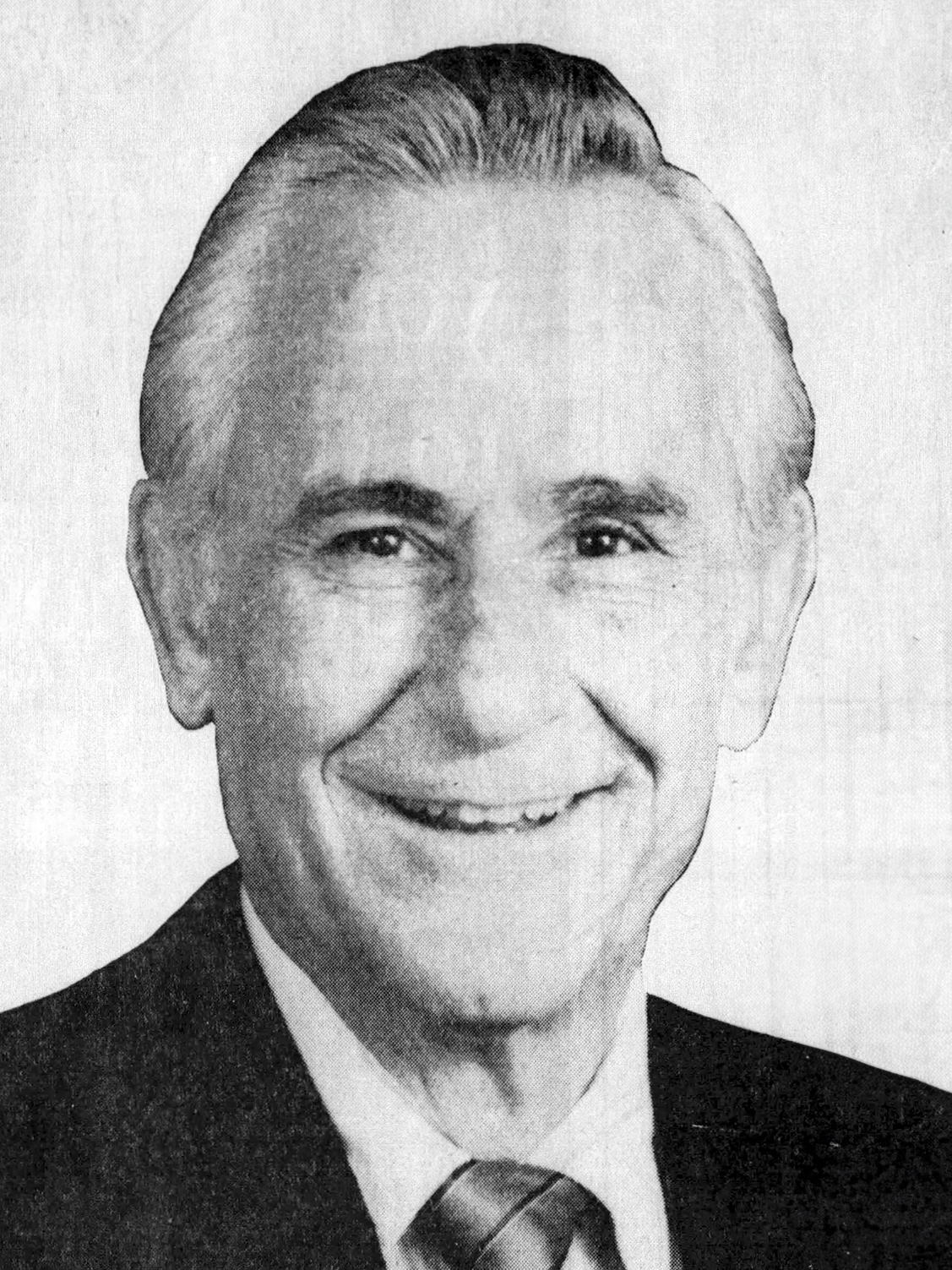
Frank Fasi (1984)

Frank Francis Fasi (* 27. August 1920 in Hartford, Connecticut; † 4. Februar 2010 in Makiki, Hawaii) war ein US-amerikanischer Politiker. Er diente als Bürgermeister der Hauptstadt Honolulu mit der längsten Amtszeit. Außerdem saß er im Senat des Hawaii-Territoriums und war Mitglied des Honolulu City Council.

## Erste Lebensschritte
Als Jugendlicher besuchte er die Trinity College in Hartford. Nach den japanischen Angriffen auf Pearl Harbor am 7. Dezember 1941 warb er beim United States Marine Corps an und landete daraufhin in der Pazifikflotte. Nach der Erfüllung seiner Dienstzeit 1944 ließ Fasi sich in Honolulu nieder, wo er sich als Bauunternehmer im Bereich des Gebäudeabbruchs einen Namen machte.

## Politische Karriere
1958 ging Fasi in die Politik und gewann beim ersten Anlauf die Wahl als Repräsentant seines Bezirks im Senat von Hawaii. Seine Amtszeit wurde jedoch unterbrochen, als die Eigenstaatlichkeit und die territoriale Gesetzgebung von Hawaii 1959 aufgelöst wurden. Er kehrte zurück an den Schreibtisch seines Unternehmens, kandidierte jedoch 1965 wieder und gewann einen Sitz im Honolulu City Council, wo er bis 1968 als Stadtrat fungierte.

## Laufbahn
- 1958 die Wahl als Territorial-Senator gewonnen (Demokratische Partei)
- 1965 die Wahl zum Honolulu City Councilman gewonnen (Demokratische Partei)
- 1967 die Wahl zum Honolulu City Councilman gewonnen (Demokratische Partei)
- 1968 die Wahl zum Bürgermeister von Honolulu gewonnen (Demokratische Partei)
- 1972 die Wahl zum Bürgermeister von Honolulu gewonnen (Demokratische Partei)
- 1974 die Wahl zum Gouverneur von Hawaii gegen den demokratischen Kandidaten George Ariyoshi verloren (Demokratische Partei)
- 1976 die Wahl zum Bürgermeister von Honolulu gewonnen (Demokratische Partei)
- 1978 die Wahl zum Gouverneur von Hawaii gegen den demokratischen Kandidaten George Ariyoshi verloren (Demokratische Partei)
- 1980 die Wahl zum Bürgermeister von Honolulu gegen die demokratischen Kandidatin verloren (Demokratische Partei)
- 1982 die Wahl zum Gouverneur von Hawaii gegen den demokratischen Kandidaten George Ariyoshi verloren (Unabhängiger Demokrat)
- 1984 die Wahl zum Bürgermeister von Honolulu gewonnen (Republikanische Partei)
- 1988 die Wahl zum Bürgermeister von Honolulu gewonnen (Republikanische Partei)
- 1992 die Wahl zum Bürgermeister von Honolulu gewonnen (Republikanische Partei)
- 1994 die Wahl zum Gouverneur von Hawaii gegen den demokratischen Kandidaten Ben Cayetano verloren (Best Party of Hawaii)
- 1996 die Wahl zum Bürgermeister von Honolulu gegen den parteilosen Kandidaten Jeremy Harris verloren (parteilos)
- 2000 die Wahl zum Bürgermeister von Honolulu gegen den parteilosen Kandidaten Jeremy Harris verloren (parteilos)
- 2003 die Wahl zum Einzug in den Kongress des 2. Distrikts gegen den demokratischen Kandidaten Ed Case verloren (parteilos)
- 2004 die Wahl zum Bürgermeister von Honolulu gegen den nichtparteilichen Kandidaten Mufi Hannemann verloren (parteilos)

Als Fasi 2004 seine Niederlage einräumte, kündigte er an, dass er sich aus der Politik zurückziehen und nicht mehr antreten werde.

## Bürgermeister von Honolulu
Ende der 1960er Jahre hatte Fasi einen klangvollen Namen auf Hawaii. Die Zeitungen Honolulu Advertiser und Honolulu Star-Bulletin nutzten Ausdrücke wie Firebrand (‚Militant‘), Trailblazer (‚Vorreiter‘) oder Maverick (‚Einzelgänger‘), um ihn zu beschreiben.
Alles in allem war er 22 Jahre lang der Bürgermeister von Honolulu.